# فهرست فرودگاه‌های هلند
این فهرست مربوط به فرودگاه‌های کشور هلند است و براساس موقعیت آن‌ها، مرتب شده‌است.
بزرگترین فرودگاه این کشور، فرودگاه اسخیپهول آمستردام است که یکی از بزرگترین فرودگاه‌های اروپا نیز محسوب می‌شود. فرودگاه‌های کوچک‌تر این کشور از نظر برنامهٔ زمان‌بندی مسافران و حجم انتقال مسافر، فرودگاه روتردام دی‌هیگ، فرودگاه خرونینگن ایلده، فرودگاه آیندهوون و فرودگاه ماستریخت آخن هستند.
فرودگاه والهافن و فرودگاه ایپن‌بورخ دو فرودگاه نظامی بودند که اکنون تعطیل شده‌اند.
| نام شهر                      | استان‌های هلند      | کد فرودگاهی ایکائو | کد فرودگاهی یاتا | نام فرودگاه                           | مختصات                                                         |
| ---------------------------- | ------------------ | ------------------ | ---------------- | ------------------------------------- | -------------------------------------------------------------- |
| فرودگاه‌های دارای برج مراقبت  |                    |                    |                  |                                       |                                                                |
| آملاند                       | فریسلاند           | EHAL               |                  | فرودگاه آملاند                        | ۵۳°۲۷′۰۶″ شمالی ۰۰۵°۴۰′۳۸″ شرقی / ۵۳٫۴۵۱۶۷°شمالی ۵٫۶۷۷۲۲°شرقی  |
| آمستردام / هارلمرمیر         | هلند شمالی         | EHAM               | AMS              | فرودگاه اسخیپهول آمستردام             | ۵۲°۱۸′۲۹″ شمالی ۰۰۴°۴۵′۵۱″ شرقی / ۵۲٫۳۰۸۰۶°شمالی ۴٫۷۶۴۱۷°شرقی  |
| آرنهم                        | خلدرلاند           | EHTL               |                  | فرودگاه ترلت                          | ۵۲°۰۳′۲۶″ شمالی ۰۰۵°۵۵′۲۸″ شرقی / ۵۲٫۰۵۷۲۲°شمالی ۵٫۹۲۴۴۴°شرقی  |
| بونیر                        | جزایر کارائیب هلند | TNCB               | BON              | فرودگاه بین‌المللی فلامینگو            | ۱۲°۰۷′۵۱″ شمالی ۰۶۸°۱۶′۰۶″ غربی / ۱۲٫۱۳۰۸۳°شمالی ۶۸٫۲۶۸۳۳°غربی |
| دن هلدر                      | هلند شمالی         | EHKD               | DHR              | فرودگاه دکوی                          | ۵۲°۵۵′۲۸″ شمالی ۰۰۴°۴۶′۵۱″ شرقی / ۵۲٫۹۲۴۴۴°شمالی ۴٫۷۸۰۸۳°شرقی  |
| دفنتر / آپلدورن              | خلدرلاند           | EHTE               |                  | فرودگاه توخه                          | ۵۲°۱۴′۴۱″ شمالی ۰۰۶°۰۲′۴۸″ شرقی / ۵۲٫۲۴۴۷۲°شمالی ۶٫۰۴۶۶۷°شرقی  |
| دراختن                       | فریسلاند           | EHDR               |                  | فرودگاه دراختن                        | ۵۳°۰۷′۰۵″ شمالی ۰۰۶°۰۷′۴۵″ شرقی / ۵۳٫۱۱۸۰۶°شمالی ۶٫۱۲۹۱۷°شرقی  |
| آیندهوون                     | برابانت شمالی      | EHEH               | EIN              | فرودگاه آیندهوون                      | ۵۱°۲۷′۰۰″ شمالی ۰۰۵°۲۲′۲۸″ شرقی / ۵۱٫۴۵۰۰۰°شمالی ۵٫۳۷۴۴۴°شرقی  |
| انسخده / توئنته              | افریسل             | EHTW               | ENS              | فرودگاه تونته انسخده                  | ۵۲°۱۶′۳۳″ شمالی ۰۰۶°۵۳′۲۱″ شرقی / ۵۲٫۲۷۵۸۳°شمالی ۶٫۸۸۹۱۷°شرقی  |
| خرونینگن / ایلده             | درنته              | EHGG               | GRQ              | فرودگاه خرونینگن ایلده                | ۵۳°۰۷′۳۰″ شمالی ۰۰۶°۳۵′۰۰″ شرقی / ۵۳٫۱۲۵۰۰°شمالی ۶٫۵۸۳۳۳°شرقی  |
| هیلفرسوم                     | هلند شمالی         | EHHV               |                  | فرودگاه هیلفرسوم                      | ۵۲°۱۱′۳۱″ شمالی ۰۰۵°۰۸′۴۹″ شرقی / ۵۲٫۱۹۱۹۴°شمالی ۵٫۱۴۶۹۴°شرقی  |
| Hoeven / Bosschenhoofd (سپه) | برابانت شمالی      | EHSE               |                  | فرودگاه سپه                           | ۵۱°۳۳′۱۷″ شمالی ۰۰۴°۳۳′۰۹″ شرقی / ۵۱٫۵۵۴۷۲°شمالی ۴٫۵۵۲۵۰°شرقی  |
| هوخه‌فین                      | درنته              | EHHO               |                  | فرودگاه هوخه‌فین                       | ۵۲°۴۳′۵۱″ شمالی ۰۰۶°۳۰′۵۸″ شرقی / ۵۲٫۷۳۰۸۳°شمالی ۶٫۵۱۶۱۱°شرقی  |
| لیلی‌استاد                    | فلیوولاند          | EHLE               | LEY              | فرودگاه لیلی‌استاد                     | ۵۲°۲۷′۳۷″ شمالی ۰۰۵°۳۱′۳۸″ شرقی / ۵۲٫۴۶۰۲۸°شمالی ۵٫۵۲۷۲۲°شرقی  |
| ماستریخت                     | لیمبورخ (هلند)     | EHBK               | MST              | فرودگاه ماستریخت آخن                  | ۵۰°۵۴′۵۷″ شمالی ۰۰۵°۴۶′۳۷″ شرقی / ۵۰٫۹۱۵۸۳°شمالی ۵٫۷۷۶۹۴°شرقی  |
| میدل‌بورخ                     | زیلاند             | EHMZ               |                  | فرودگاه میدن-زیلاند                   | ۵۱°۳۰′۴۴″ شمالی ۰۰۳°۴۳′۵۲″ شرقی / ۵۱٫۵۱۲۲۲°شمالی ۳٫۷۳۱۱۱°شرقی  |
| میدن‌میر                      | هلند شمالی         |                    |                  | منطقه پروازی میدن‌میر                  | ۵۲°۴۹′۰۰″ شمالی ۰۰۵°۰۱′۴۰″ شرقی / ۵۲٫۸۱۶۶۷°شمالی ۵٫۰۲۷۷۸°شرقی  |
| روتردام                      | هلند جنوبی         | EHRD               | RTM              | فرودگاه روتردام دی‌هیگ                 | ۵۱°۵۷′۲۵″ شمالی ۰۰۴°۲۶′۱۴″ شرقی / ۵۱٫۹۵۶۹۴°شمالی ۴٫۴۳۷۲۲°شرقی  |
| سیبا                         | جزایر کارائیب هلند | TNCS               | SAB              | فرودگاه یوانخو ئی. یروسخین            | ۱۷°۳۸′۴۳″ شمالی ۰۶۳°۱۳′۱۴″ غربی / ۱۷٫۶۴۵۲۸°شمالی ۶۳٫۲۲۰۵۶°غربی |
| Sevenum / فنلو               | لیمبورخ            |                    |                  | ترافیک‌پورت فنلو                       | ۵۱°۲۳′۳۵″ شمالی ۰۰۶°۰۳′۴۶″ شرقی / ۵۱٫۳۹۳۰۶°شمالی ۶٫۰۶۲۷۸°شرقی  |
| سینت یوستیشس                 | جزایر کارائیب هلند | TNCE               | EUX              | فرودگاه فرانکلین دلانو روزولت         | ۱۷°۲۹′۴۷″ شمالی ۰۶۲°۵۸′۴۵″ غربی / ۱۷٫۴۹۶۳۹°شمالی ۶۲٫۹۷۹۱۷°غربی |
| استادس‌کانال                  | خرونینگن           | EHST               |                  | فرودگاه استادس‌کانال                   | ۵۲°۵۹′۵۵″ شمالی ۰۰۷°۰۱′۲۲″ شرقی / ۵۲٫۹۹۸۶۱°شمالی ۷٫۰۲۲۷۸°شرقی  |
| تسل / دن بورگ                | هلند شمالی         | EHTX               |                  | فرودگاه بین‌المللی تسل                 | ۵۳°۰۶′۵۵″ شمالی ۰۰۴°۵۰′۰۱″ شرقی / ۵۳٫۱۱۵۲۸°شمالی ۴٫۸۳۳۶۱°شرقی  |
| Weert                        | لیمبورخ            | EHBD               |                  | فرودگاه کمپن                          | ۵۱°۱۵′۱۶″ شمالی ۰۰۵°۳۶′۰۳″ شرقی / ۵۱٫۲۵۴۴۴°شمالی ۵٫۶۰۰۸۳°شرقی  |
| Winschoten / اوست‌ولد         | خرونینگن           |                    |                  | فرودگاه اوست‌ولد                       | ۵۳°۱۲′۲۹″ شمالی ۰۰۷°۰۱′۵۴″ شرقی / ۵۳٫۲۰۸۰۶°شمالی ۷٫۰۳۱۶۷°شرقی  |
| پایگاه‌های نظامی              |                    |                    |                  |                                       |                                                                |
| آرنهم                        | خلدرلاند           | EHDL               |                  | پایگاه هوایی دیلن                     | ۵۲°۰۳′۳۳″ شمالی ۰۰۵°۵۲′۳۸″ شرقی / ۵۲٫۰۵۹۱۷°شمالی ۵٫۸۷۷۲۲°شرقی  |
| خیلزه-رین                    | برابانت شمالی      | EHGR               | GLZ              | پایگاه هوایی خیلزه-رین                | ۵۱°۳۴′۰۶″ شمالی ۰۰۴°۵۵′۳۶″ شرقی / ۵۱٫۵۶۸۳۳°شمالی ۴٫۹۲۶۶۷°شرقی  |
| لیوواردن                     | فریسلاند           | EHLW               | LWR              | پایگاه هوایی لیواردن                  | ۵۳°۱۳′۴۰″ شمالی ۰۰۵°۴۵′۳۶″ شرقی / ۵۳٫۲۲۷۷۸°شمالی ۵٫۷۶۰۰۰°شرقی  |
| لیدن                         | هلند جنوبی         | EHVB               | LID              | پایگاه هوایی دریایی فالکن‌بورخ (تعطیل) | ۵۲°۱۰′۰۰″ شمالی ۰۰۴°۲۵′۰۹″ شرقی / ۵۲٫۱۶۶۶۷°شمالی ۴٫۴۱۹۱۷°شرقی  |
| نیومیلیخن                    | خلدرلاند           | EHMC / EHML        |                  | ایستگاه کنترل عملیات هوایی نیومیلیخن  | ۵۲°۱۴′۰۷″ شمالی ۰۰۵°۴۵′۰۰″ شرقی / ۵۲٫۲۳۵۲۸°شمالی ۵٫۷۵۰۰۰°شرقی  |
| سوستربرخ                     | استان اوترخت       | EHSB               | UTC              | پایگاه هوایی سوستربرخ                 | ۵۲°۰۷′۳۹″ شمالی ۰۰۵°۱۶′۲۶″ شرقی / ۵۲٫۱۲۷۵۰°شمالی ۵٫۲۷۳۸۹°شرقی  |
| یودن                         | برابانت شمالی      | EHVK               | UDE              | پایگاه هوایی فولکل                    | ۵۱°۳۹′۲۶″ شمالی ۰۰۵°۴۱′۳۴″ شرقی / ۵۱٫۶۵۷۲۲°شمالی ۵٫۶۹۲۷۸°شرقی  |
| ونری                         | لیمبورخ            | EHDP               |                  | پایگاه هوایی دپیل (تعطیل)             | ۵۱°۳۱′۰۴″ شمالی ۰۰۵°۵۱′۳۴″ شرقی / ۵۱٫۵۱۷۷۸°شمالی ۵٫۸۵۹۴۴°شرقی  |
| وونسدرخت                     | برابانت شمالی      | EHWO               | WOE              | پایگاه هوایی وونسدرخت                 | ۵۱°۲۶′۵۶″ شمالی ۰۰۴°۲۰′۳۰″ شرقی / ۵۱٫۴۴۸۸۹°شمالی ۴٫۳۴۱۶۷°شرقی  |
| بالگردگاه‌ها                  |                    |                    |                  |                                       |                                                                |
| آمستردام                     | هلند شمالی         | EHHA               |                  | بالگردگاه آمستردام                    | ۵۲°۲۴′۵۶″ شمالی ۰۰۴°۴۸′۰۱″ شرقی / ۵۲٫۴۱۵۵۶°شمالی ۴٫۸۰۰۲۸°شرقی  |
| Ede                          | خلدرلاند           |                    |                  | بالگردگاه لوکین                       | ۵۲°۰۱′۲۲″ شمالی ۰۰۵°۳۷′۲۶″ شرقی / ۵۲٫۰۲۲۷۸°شمالی ۵٫۶۲۳۸۹°شرقی  |
| امن                          | درنته              |                    |                  | Heli Holland Heliport                 | ۵۲°۴۸′۱۲″ شمالی ۰۰۶°۵۷′۲۶″ شرقی / ۵۲٫۸۰۳۳۳°شمالی ۶٫۹۵۷۲۲°شرقی  |
| ایمایدن                      | هلند شمالی         | EHYM               |                  | بالگردگاه ایمایدن (YPAD)              | ۵۲°۲۸′۱۲″ شمالی ۰۰۴°۳۵′۴۲″ شرقی / ۵۲٫۴۷۰۰۰°شمالی ۴٫۵۹۵۰۰°شرقی  |
| روتردام                      | هلند جنوبی         | EHTP               |                  | بالگردگاه ماس‌فلاکته                   | ۵۱°۵۷′۳۴″ شمالی ۰۰۴°۰۵′۲۴″ شرقی / ۵۱٫۹۵۹۴۴°شمالی ۴٫۰۹۰۰۰°شرقی  |
| Vlieland                     | فریسلاند           | EHVL               |                  | بالگردگاه فلیلاند                     | ۵۳°۱۷′۴۸″ شمالی ۰۰۵°۰۵′۰۹″ شرقی / ۵۳٫۲۹۶۶۷°شمالی ۵٫۰۸۵۸۳°شرقی  |

## اطلاعات مسافربری
| سال  | اسخیپهول آمستردام | آیندهوون  | روتردام دی‌هیگ | ماستریخت آخن | خرونینگن ایلده |
| ---- | ----------------- | --------- | ------------- | ------------ | -------------- |
| ۲۰۰۰ | ۳۹٫۲۷۰٫۶۱۰        | ۳۳۷٫۵۵۳   | ۷۷۵٫۹۸۱       |              | ۶۹٫۰۵۲         |
| ۲۰۰۱ | ۳۹٫۳۰۹٫۴۴۱        | ۲۸۲٫۲۳۳   | ۸۲۶٫۸۸۹       |              | ۵۹٫۵۰۱         |
| ۲۰۰۲ | ۴۰٫۵۸۷٫۵۶۲        | ۳۶۶٫۴۹۶   | ۷۰۶٫۴۶۰       |              | ۶۷٫۷۷۱         |
| ۲۰۰۳ | ۳۹٫۸۰۸٫۶۴۹        | ۴۲۲٫۷۳۵   | ۷۲۶٫۲۸۷       |              | ۵۴٫۹۴۲         |
| ۲۰۰۴ | ۴۲٫۴۲۵٫۳۹۲        | ۶۹۴٫۴۵۱   | ۱٫۱۹۶٫۹۵۸     |              | ۴۵٫۲۰۵         |
| ۲۰۰۵ | ۴۴٫۰۷۷٫۵۳۹        | ۹۴۶٫۲۱۸   | ۱٫۰۹۸٫۳۰۰     | ۳۵۶٫۰۰۰      | ۴۷٫۲۶۵         |
| ۲۰۰۶ | ۴۵٫۹۸۷٫۱۳۲        | ۱٫۱۴۳٫۵۵۷ | ۱٫۱۳۷٫۸۳۵     | ۲۸۲٫۰۰۰      | ۵۴٫۸۴۴         |
| ۲۰۰۷ | ۴۷٫۷۹۴٫۹۹۴        | ۱٫۵۴۴٫۰۹۸ | ۱٫۱۴۶٫۶۹۲     | ۱۶۰٫۰۰۰      | ۵۹٫۴۰۶         |
| ۲۰۰۸ | ۴۷٫۴۳۰٫۰۱۹        | ۱٫۶۲۹٫۸۹۳ | ۱٫۰۵۹٫۰۰۶     | ۲۵۲٫۰۰۰      | ۶۱٫۳۳۸         |
| ۲۰۰۹ | ۴۳٫۵۷۰٫۳۷۰        | ۱٫۷۳۹٫۰۵۳ | ۹۹۱٫۳۹۰       | ۱۳۵٫۶۹۶      | ۶۵٫۵۴۵         |
| ۲۰۱۰ | ۴۵٫۲۱۱٫۷۴۹        | ۲٫۱۴۲٫۸۳۲ | ۱٫۰۰۰٫۸۵۸     | ۲۷۰٫۰۰۰      | ۶۴٫۰۶۶         |
| ۲۰۱۱ |                   |           | ۱٫۱۵۸٫۴۲۰     |              |                |